# یواس‌اس کریستابل (اس‌پی-۱۶۲)
یواس‌اس کریستابل (اس‌پی-۱۶۲) (به انگلیسی: USS Christabel (SP-162)) یک کشتی بود که طول آن 164' بود. این کشتی در سال ۱۸۹۳ ساخته شد.